# Wielkorosja
Wielkorosja, Wielkoruś (również Ruś Wielka, Wielka Rosja) – termin utrwalony w XIV wieku w nomenklaturze państwowej i cerkiewnej dla nazwania Rusi północno-wschodniej, w przeciwieństwie do Małorosji, czyli Rusi południowo-zachodniej. Nazwa wprowadzona pierwotnie dla oznaczenia ziem ruskich poza księstwem halicko-wołyńskim i prawosławną metropolią małoruską z ówczesnymi siedzibami w Haliczu i Nowogródku (XIV wiek), następnie odnoszona do ziem Carstwa Rosyjskiego i Imperium Rosyjskiego. Nazwa przestała być używana przez urzędy rosyjskie po rewolucji lutowej i obaleniu caratu. Wielkorosja ze wszystkich regionów ruskich miała najznaczniejszy wpływ na rozwój państwowości rosyjskiej, formowanie się nowoczesnego narodu rosyjskiego i jego kultury.

## Etymologia
Rosyjskie ekwiwalenty nazwy „Wielkorosja” to: Великороссия (Wielikorossija), Великая Русь (Wielikaja Rus) i Великая Россия (Wielikaja Rossija). Przypuszczalnie nazwa jest słowiańską kalką z języka średniogreckiego. Bizantyjczycy używali terminów Μεγάλη Ῥωσσία (Megálē Rhōssía) – „Wielka Rosja” w celu określenia Rusi północno-wschodniej i Μικρὰ Ῥωσσία (Mikrà Rhōssía – „Mała Rosja” w celu nazwania zachodniej części Rusi. W łacińskich dokumentach występuje jako Russia magna, Ruthenia magna, Russia maior i Ruthenia maior. Nazwy „Wielkorosja” i „Małorosja” zostały utrwalone przez patriarchę Konstantynopola Kaliksta I, który w 1361 roku dokonał podziału ruskiej Cerkwi prawosławnej na Metropolię Wielkoruską z siedzibami we Włodzimierzu i Kijowie oraz Metropolię Małoruską z siedzibami w Haliczu oraz Nowogródku. Termin Wielkoruś oznaczał większą oraz starszą część kraju i metropolii ruskiej z grodami: Kijów, Nowogród Wielki, Włodzimierz nad Klaźmą i Moskwą. Podobny podział zastosowano dla rozróżnienia ziem polskich (Małopolska i Wielkopolska) oraz starożytnych ziem greckich.

## Historia użycia nazwy

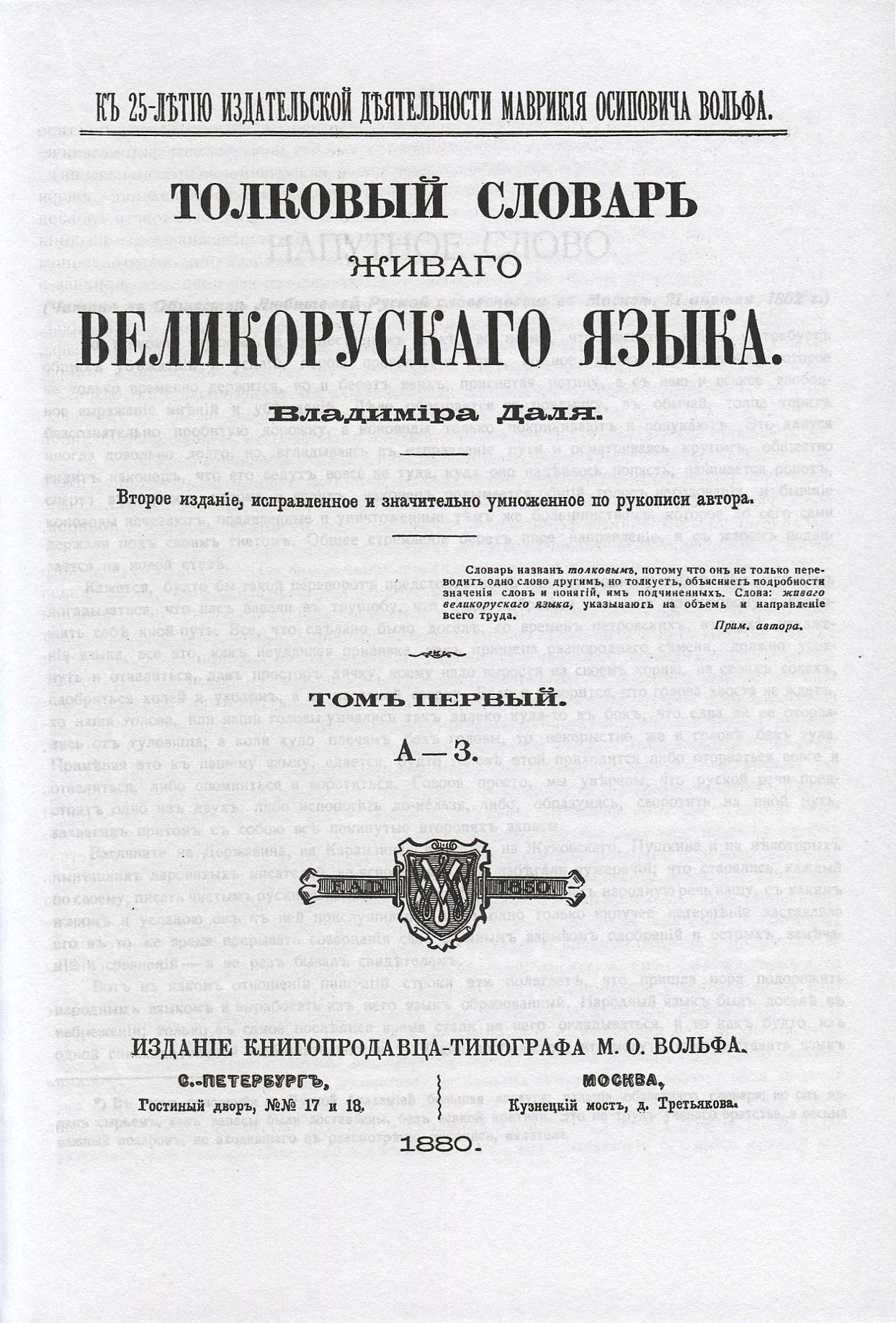
Karta tytułowa Słownika wykładowego żywego języka wielkoruskiego Władimira Dala z 1880 roku

Początkowo nazwa „Wielka Ruś” oznaczała wszystkie ziemie ruskie oprócz księstwa halicko-wołyńskiego. Nazwa została utrwalona przez patriarchę Konstantynopola Kaliksta I, który w 1361 roku dokonał podziału ruskiej Cerkwi prawosławnej na Metropolię Wielkoruską z siedzibami we Włodzimierzu i Kijowie oraz Metropolię Małoruską z siedzibami w Haliczu oraz Nowogródku. Nazwa „Wielkorosja” była używana na przestrzeni wieków w oficjalnej nomenklaturze państwowej i cerkiewnej Carstwa Rosyjskiego i Cerkwi prawosławnej.
Po zawarciu ugody perejasławskiej w 1654 roku, obok starej „Wielkorosji” została wprowadzona w administracji rosyjskiej nazwa „Małorosja”, a car rosyjski zmienił swój tytuł na władcę Wszystkiej Wielkiej i Małej Rusi. Nazwa Małorosja oznaczała obszar inkorporowanego do Carstwa Rosyjskiego na statusie autonomicznym kozackiego Hetmanatu – województw: czernihowskiego, kijowskiego i bracławskiego Rzeczypospolitej, ziem należących dawniej do Rusi Kijowskiej, które carowie rosyjscy zamierzali przyłączyć do swego państwa. Wielkorosją nazywano obszar Carstwa Rosyjskiego w granicach ustalonych pokojem w Polanowie. W 1662 roku ustanowiono w Moskwie Prikaz Małorosyjski, a w 1688 roku utworzono Prikaz Wielkorosyjski w celu kontroli południowych rubieży Rosji.
W okresie późniejszym termin zaczął oznaczać najstarsze ziemie państwa rosyjskiego z najważniejszymi miastami: Biełgorod, Biełoziersk, Briańsk, Iwanowo, Jarosław, Kaługa, Kostroma, Kursk, Lipieck, Moskwa, Murom, Niżny Nowogród, Nowogród Wielki, Orzeł, Penza, Pietrozawodsk, Psków, Riazań, Rostów, Smoleńsk, Suzdal, Tambow, Tuła, Wielki Ustiug, Włodzimierz, Wołogda i Woroneż. Do historycznej Wielkorosji należą także ziemie tzw. Ukrainy Słobodzkiej, okolice Achtyrki, Charkowa, Iziuma i Sum. Ziemie te przynależały administracyjnie do Prikazu Wielkorosyjskiego, jednak już w drugiej połowie XVII wieku stały się terenem intensywnego osadnictwa ukraińskiego, który stopniowo zdominował substrat wielkoruski.
Rosyjskie urzędy przestały stosować nazwy „Wielkorosja” i „Małorosja” w 1917 roku, po rewolucji lutowej, upadku caratu i powstaniu Ukraińskiej Centralnej Rady.